# Леваш (Нюксенский район)
Леваш — посёлок в Нюксенском районе Вологодской области.
Входит в состав Востровского сельского поселения, с точки зрения административно-территориального деления — в Востровский сельсовет.
Расположен при автодороге А123. Расстояние по автодороге до районного центра Нюксеницы — 62 км, до центра муниципального образования Вострого — 7 км. Ближайшие населённые пункты — Разуличье, Заболотье, Вострое.
По переписи 2002 года население — 375 человек (188 мужчин, 187 женщин). Преобладающая национальность — русские (96 %).